# 小行星4564
小行星4564（4564 Clayton）是一颗绕太阳运转的小行星，为主小行星带小行星。该小行星于1981年3月6日发现。

## 轨道参数
小行星4564的轨道半长轴为2.5655403 UA，离心率为0.200。